# One (singel Metalliki)
One – ballada rockowa amerykańskiego zespołu Metallica, która zamieszczona jest na ich albumie ...And Justice for All (1988). Utwór zyskał wielką popularność, zdobył nagrodę Grammy dla najlepszej piosenki („Best Metal Performance” w 1989 roku). Od wielu lat utwór plasuje się w czołówce (najwyższa pozycja – 20, 2005) corocznego zestawienia Top Wszech Czasów, prezentowanego na antenie Programu Trzeciego Polskiego Radia. Solo gitarzysty Kirka Hammetta, zostało sklasyfikowane przez amerykańskie czasopismo „Guitar World” na 7. miejscu.

## Geneza utworu
Tekst piosenki jest zainspirowany amerykańską powieścią Daltona Trumbo Johnny poszedł na wojnę (Johnny Got His Gun), i opowiada o młodym żołnierzu, który zdecydował zaciągnąć się do amerykańskiej armii walczącej podczas I wojny światowej. W wyniku niefortunnego zdarzenia mężczyzna uległ wypadkowi (wszedł na minę) i stracił nogi, ręce, wzrok, mowę i słuch. Po zrozumieniu swojej sytuacji posłużył się swoją głową – jedyną sprawną częścią ciała – by wystukać alfabetem Morse’a prośbę o rychłą śmierć. Przełożeni nie zdecydowali się na eutanazję. Zespół chciał w ten sposób pokazać okropieństwo i bezsens wojny. Metallica ma w swoim dorobku już podobny utwór o wojennej tematyce, zamieszczony na poprzednim albumie („Disposable Heroes”).

## Teledysk
Do piosenki powstał teledysk, pierwszy w dorobku Metalliki, został wyemitowany w MTV po raz pierwszy 20 stycznia 1989. Klip ukazuje zespół wykonujący utwór w magazynie oraz wybrane sceny i dialogi z filmowej adaptacji (1971) wspomnianej powieści Johnny poszedł na wojnę.

## Utwór na koncertach
Piosenka jest trzecim pod względem częstości wykonywania utworem na koncertach granych przez formację. 
Utwór został nagrany z udziałem orkiestry symfonicznej podczas koncertu w San Francisco, i umieszczony na koncertowym albumie S&M.

## Popularność

### Top Wszech Czasów Trójki
Pozycje utworu „One” Metalliki na Trójkowej liście najlepszych piosenek wszech czasów:

- 1999 – 21[13]
- 2000 – 36[14]
- 2001 – 27[15]
- 2002 – 33[16]
- 2003 – 27[17]
- 2004 – 23[18]
- 2005 – 20[4]
- 2006 – 34[19]
- 2007 – 30[20]
- 2008 – 27[21]
- 2010 – 34[22]
- 2013 – 39[23]